# 등황후
등황후(滕皇后, ? ~ ?)는 중국 삼국 시대 동오 4대 황제 손호의 황후다. 북해국 극현 사람으로, 휘는 방란(芳蘭)이며 태상 등윤의 일족이며 등목의 딸이다.

## 사적
등윤의 삼족이 멸해지면서 등황후의 아버지 등목의 일가도 유배되었으나, 등윤을 주살한 손침을 황제 손휴가 제거하면서 등씨 일족이 사면되어 돌아올 수 있었다. 등씨는 오정후가 된 손호의 정비가 되었으며, 영안 7년(264년) 손휴가 죽고 손호가 황제로 즉위하면서 원흥 원년(264년) 음력 10월에 황후로 등극했다.
아버지 등목이 높은 관직에 오르면서 조정 신하들에게서 손호에게 간쟁을 자주 하도록 되었다. 이에 등황후는 점차 황제의 사랑을 잃었다. 하태후의 비호를 받았고 미신을 잘 믿는 손호에게 태사가 황후를 바꿀 수 없다고 해 황후의 지위는 유지한 채 승평궁에 거주했으나, 손호의 많은 총희들이 황후의 상징을 사용했다.
천기(天紀) 4년(280년), 서진의 공격을 받고 손호가 항복하면서 손호와 함께 낙양으로 이주했다.

## 같이 보기
- 삼국지 인물 목록